# Менандър
Менандър (на латински: Menandros, гръцки: Μένανδρος, латинизирано: Menander; * 342 г. / 341 пр.н.е. в Кефизия до Атина; † 291/ 290 пр.н.е. вероятно при къпане) е древногръцки драматург, най-видният представител на новата атическа комедия.
Менандър има големи заслуги за укрепването на литературното койне. До 6 век той е един от най-четените автори. Причината да не влезе във византийските библиотеки и да остане неизвестен в Средновековието е класицизмът, развил се на границата на двете хилядолетия и предопределил критериите на византийските филолози. На своите съвременници изглежда прекалено изтънчен. Менандровите формули стихове разпространяват практическа философия на живота, значително по-непатетична, ако я сравним с не по-малко популярната Еврипидова гномика.

## Живот и творчество
Малко са фактите от живота на Менандър. Син е на знатно семейство. Негов другар в юношеството е философът Епикур. Изглежда учи в перипатетическата школа – близък е с Теофраст и Деметрий от Фалерон. В драматургическото изкуство го посвещава чичо му, поетът Алексис. Също така се радва на подкрепа от пълководеца Птолемей Сотер, син на Лаг, който го кани в двореца си, но той не се отзовава; и връзките му с хетерата Гликера, образована жена, която му помага при направата на театралните маски. В негова чест сънародниците му го погребват на пътя за Атина, където е бил последно видян от Павзаний. Оцелели са многобройни негови паметници, включително добре позната статуя във Ватикана, по-рано считана, че представлява лика на римския генерал и политик Гай Марий.
Негов съперник в драматичното изкуство (предполага се и в любовта) е Филимон, който изглежда е бил по-популярен. Менандър обаче смята себе си за по-добър драматург и, според латинския писател Авъл Гелий, попитал Филимон: „Не те ли е срам, когато печелиш срещу мен?“.
Благодарение на съхраненото от Менандър сравнително повече се знае за елинистическата комедия, главно за нейната проява в кратък период от време на границата на 4 и 3 век пр.н.е. в Атина. Атмосферата на новата атическа комедия, засиленият интерес към частния живот и конкретно човешкото се разбират дори само по заглавията на загубени произведения. Ето няколко: „Братя“, „Войници“, „Лекарят“, „Добрите другари“, „Подхвърленото дете“, „Изчезналите пари“, „Истории в банята“, „Търговецът“, „Неверните жени“, „Огърлицата“, „Женомразец“, „Самовлюбеният“ и „Недоверчивият“. Усеща се склонността към типологическо възприемане на житейското явление. Менандър минава през средната атическа комедия. В средната комедия се поставя въпрос за индивидуалното в човешката природа и се прилага Аристотеловата типология на характера, която дава плод по-късно у Менандър. Той е между най-цитираните автори след Омир и Еврипид. От негови фрагменти се оформя цял сборник, т.нар. „Изречения на Менандър“, сентенции по всякакви въпроси. Отличава ги острота и житейска опитност, несвойствена за традиционна елинска сентенция. Героите му говорят на език, максимално приближен към говорната практика, едновременно богат на конкретна и на абстрактна лексика. До началото на XX век творческата му характеристика се е основавала главно на фрагменти от комедиите, на техни римски преработки и на антични сведения за тях. Освен целия „Човеконенавистник“ – една от най-ранните творби, по която се усеща високото стъпало, отдето е започнало Менандровото развитие и почти целите „Третейски съд“ и „Самиянка“, притежаваме големи откъси от четиринадесет комедии на Менандър. Имената на по-значителните, неспоменати до този момент, са: „Щит“, „Селянин“, „Перинтийка“ и „Сикионец“. В „Човеконенавистник“ главният герой е Кнемон – саможив човек, недоверчив и необщителен. Още от заглавието интересът е насочен към човешката природа. Действието протича на село, в Атика, пред домовете на Кнемон и Горгий. Между тях се вижда една пещера, светилище на нимфите, откъдето се появява бог Пан. В монолог той характеризира Кнемон и разказва за обстоятелствата на неговия живот, следствие на лошия му характер. В „Човеконенавистник“ (среща се и като „Мъчният човек“) след всеки акт иде означение Хор, несъпроводено от словесен текст. Това внушава, че партиите на хора нямат отношение нито към предходните, нито към следващите събития на драматическото действие.
До 301 г. вече е написал повече от 70 пиеси. Прекарва повечето от живота си в Атина и се счита, че е отказал покани от Македония и Египет.
Комедията на Менандър е всъщност типична битова драма. Тя показва близост до трагедията на Еврипид, както бе и посочено в общата характеристика на новата комедия. Менандровата комедия, която е драматически разказ за любовно приключение, е продължение на Еврипидовата традиция. Любовната тема у Менандър е правила силно впечатление на съвременни и по-късни поколения и то намира израз например у Овидий, според когото (Тъжни песни, II 369) „нито една комедия на пленителния Менандър не минава без любовта“.
Фактът, че любовта е постоянна тема на Менандровата комедия, определя у него и един постоянен състав на действуващите лица. Тук е влюбеният момък, сериозен или лекомислен, тук е влюбената девойка, винаги свободнородена, не робиня, не и либертина.
Постоянен двигател на Менандровата драма са робите, които с умствена и физическа енергия, с лъжи и хитрости, с преданост и вярност към господарите си, преодоляват всяко неблагоприятно положение.
Менандровата комедия познава два главни импулса: случайността и характера. Случайността е тъй честа в новата комедия, че понякога ликвидира всяка идея за правдоподобие.
Неговата комедия не изхвърля хора, но той няма ролята, която му отреждат Аристофан и първите двама трагици. В отношението си към хора Менандър отново следва Еврипид.
Менандър е един от най-значителните поети на новата комедия, произведенията му влияят на Овидий, Теренций и Плавт. При Менандър хорът играе задкулисна роля; явява се между актовете с музикални изпълнения. Комедиите му не са политически, те показват малките слабости на жителите на града му и завършват щастливо.
Менандър има голямо влияние върху Молиер и Карло Голдони. Това става чрез произведенията на Плавт и Теренций, които използват Менандровите комедии и така ги предават на поколенията.

## Загуба на творчеството му
Менандър пише 105 или 109 комедии, запазени са заглавията на 96.
Повече от хилядолетия произведенията на Менандър са считани за напълно изгубени. Благодарение на дълги и продължителни открития на папируси, Менандър вече може да заеме мястото си сред главните древногръцки драматурзи като Еврипид, Софокъл, Аристофан и Есхил.
В библиотеката на Federico da Montefeltro в Урбино вероятно е имало цели произведения, но тяхното съществуване е под въпрос и няма следи след превземането на града от Цезар Боргиа и преместването им в библиотеката във Ватикана.
Произведенията на Менандър са били преработени от римските писатели Плавт и Теренций и чрез тях той влияе на развитието на европейската комедия от Ренесанса. Техните творби допълват много от липсващите части.
Менандър е почитател и имитатор на Еврипид и прилича на него по острото си наблюдение на практическия живот, по анализа на емоциите и привързаността си към моралните максими, много от които стават всеизвестни: „Собствеността на приятели е обща“, „Обичаните от Господ умират млади“, „Лошата комуникация разваля добрите маниери“. Тези максими след това са събрани и с допълнения от други източници са публикувани за използване в училищата.
Единствената оцеляла част от ранната му пиеса „Пиянство“ е атаката срещу политика Калимедон по начина на Аристофан, чийто неприличен стил е приет в много от неговите пиеси.
Правели са се преработки и комбинации на повече от една пиеса. По този начин в „Andria“ са комбинирани произведенията на Менандър „The woman from Andros“ и „The woman from Perinthos“, а в „Eunuchus“ – „The Eunuch“ и „The Flatterer“.

### Открития през XX век
През 1907 година ситуацията внезапно се променя с откритието на ръкопис, който съдържа големи откъси от „The Samia“, „The Perikeiromene“ „The Epitrepontes“, сегмент от „Heros“ и друг откъс от неопределена пиеса. Раздел от 115 стиха от „Sikyonioi“ са били открити случайно с мумия през 1906 г.
През 1959 г. папирусът „Бодмер“ е публикуван, съдържайки „Dyskolos“, повечето от „The Samia“ и половината от „The Aspis“.
Продължават да бъдат откривани и публикувани други папируси.
През 2003 г. е открит ръкопис на сирийски от 9 век, който е повторно използван скъп документ от 4 век с произведения на Менандър. Оцелелите части от него съдържат откъси от „Dyskolos“ и 200 стиха от друга творба.

## Произведения
- Aspis („The Shield“; about half)
- Georgos („The Farmer“)
- Dis Exapaton („Double Deceiver“)
- Dyskolos („Old Cantankerous“ or „The Grouch“) the only play that survives in its entirety
- Encheiridion („Handbook“)
- Epitrepontes („Men at Arbitration“; most)
- Heros („The Hero (mythology)“)
- Hypobolimaios („The Changeling“)
- Karchedonios („Carthaginian“)
- Kitharistes („The Harper“)
- Kolax („The Toady“ or „Flatterer“)
- Koneiazomenai („Drugged Women“)
- Leukadia
- Methe („Drunkenness“)
- Misoumenos („The Man She Hated“)
- Naukleros („The Ship's Captain“)
- Orge („Anger“)
- Perikeiromene („Girl who has her hair cropped“; George Bernard Shaw suggested Rape of the Locks, after Alexander Pope)
- Perinthia („Girl from Perinthos“)
- Plokion („The Necklace“)
- Pseudherakles („The Fake Hercules“)
- Samia („Girl from Samos Island“; four out of five sections)
- Sikyonioi or Sikyonios („Sicyonian(s)“; about half,)
- Synaristosai(„Those who eat together at noon“; „The Ladies Who Lunch“)
- Phasma („The Phantom“)

- Theophoroumene („The Possessed Girl“)
- Trophonios („Trophonius“)